# Aquitániaiak

Az aquitániaiak törzsei

Az aquitániaiak (aquitánok, ibero-aquitánok, proto-baszkok) a Gallia délnyugati részén, Aquitania területén a római hódítás korában élő törzsek gyűjtőneve.

## Történetük
Az aquitániaiak és a rómaiak közötti első katonai összetűzésekre i. e. 71-ben került sor. Akkor a római csapatok Pompeius vezérsége alatt sikertelenül próbálkoztak az aquitániai törzsek területének meghódításával. Julius Caesar i. e. 56-ban már elfoglalta az aquitániai települések legnagyobb részét. Caesar tudatában volt annak, hogy az aquitániaiak kultúrájuk és nyelvük alapján különböznek a keltáktól.
Augustus római császár uralkodása alatt alapították Gallia Aquitania (illetve Aquitania) provinciát Burdigala (Bordeaux) központtal. Diocletianus alatt Aquitaniát három régióra osztották: Aquitania Prima északkeleten, Aquitania Secunda északnyugaton és Novempopulana („kilenc nép”) délen. Az 5. században a nyugati gótok tolosai (Toulouse) birodalmának központja Aquitania területén volt. 507-től kezdve a terület a Frank Birodalom része lett. A terület történelmi neve máig fennmaradt (franciául: Aquitaine).
Az aquitániaiak az ómediterrán népekhez, a Földközi-tenger térségének korai, nem indoeurópai népességéhez tartoztak.

## Nyelvük
Az aquitániaiak nyelve és kultúrája szorosan kapcsolódik a mai baszk nyelvhez és kultúrához, amint arra a sírfeliratokon és áldoizati szövegekben fennmaradt mintegy 400 személynévből és 70 istennévből következtetni lehet. Szoros a párhuzam például az aquitániai nesca „vizitűndér” és a baszk neska „leány” szó között, valamint az aquitániai -en(n) (birtokos esetrag) és az ugyanolyan szerepű baszk -en között.